# Конні Вілліс
Конні Вілліс (англ. Connie Willis; 31 грудня 1945, Денвер, Колорадо, США) — американська письменниця-фантаст. Повне ім'я — Констанс Елейн Тріммер Вілліс (Constance Elaine Trimmer Willis). За заслуги перед жанром Вілліс нагороджено премією «Гросмейстер фантастики» (2012).

## Біографія
Народилася в Денвері (штат Колорадо) 31 грудня 1945 року. Коли їй було всього 12 років, при пологах померла її мати. Після смерті матері в їхньому будинку стали з'являтися численні родичі, які приносили більше дискомфорту, ніж турботи про дівчинку. Конні знайшла розраду в книгах. Так Конні відкрила для себе фантастику Роберта Хайнлайна — їй сподобалася його пронизана добрим гумором сага «Маю скафандр — буду подорожувати» (Have Spacesuit — Will Travel). Повна дитячих амбіцій вона вирішила в майбутньому написати продовження до цієї книги, ним став роман «Не рахуючи собаки» (To Say Nothing of the Dog).
Конні Вілліс навчалася в коледжі й університеті Північного Колорадо, а в 1967-му, завершивши навчання, стала вчителькою початкової школи в Коннектикуті. Того ж року вона одружилася з учителем фізики Кортні Віллісом (Courtney Willis). В 1967, після народження дочки Корделії, вона змогла повернутися до своєї мрії — стати професійною письменницею. Протягом наступних восьми років вона писала наукову фантастику, але змогла продати лише один твір цього жанру. На початку 1980-х їй вдалося видати свої перші новели. В 1982 році її коротка повість «Fire Watch» отримала одночасно премії Х'юго і Неб'юла. І хоча надалі її стиль нерідко мінявся, Вілліс відома як автор, що пише в жанрі комедії. Її твори нерідко пронизані сатирою та гумором, часто їй властивий легкий стиль, при цьому вона розкриває найсерйозніші та найскладніші теми. Одна з її улюблених тем — подорожі в часі.
Роман «Книга Судного дня» виданий українською мовою (2015) у видавництві «Навчальна книга — Богдан» (ISBN 978-966-10-2037-4). 2024 року анонсовано перевидання книги та вихід наступних трьох книг, починаючи від «Жодного слівця про пса».

## Нагороди

### Премія «Г'юго»
- Пожежна охорона (Fire Watch): коротка повість : 1983
- Останній із «Віннебаґо» (The Last of the Winnebagos): повість : 1989
- Книга Судного дня (Doomsday Book): роман : 1993
- Навіть у королеви (Even the Queen): оповідання : 1993
- Смерть на Нілі (Death on the Nile): оповідання : 1994
- (The Soul Selects Her Own Society: Invasion and Repulsion: A Chronological Reinterpretation of Two of Emily Dickinson's Poems: A Wellsian Perspective): оповідання : 1997
- Жодного слівця про собаку (To Say Nothing of the Dog): роман : 1999
- Вітри мармурової арки (The Winds of Marble Arch): повість : 2000
- Підсадний дух (Inside Job): повість : 2006
- Усі сиділи на землі (All Seated on the Ground): повість : 2008

### Премія «Небюла»
- Пожежна охорона (Fire Watch): коротка повість : 1983
- Лист від сім'ї Клірі (A Letter from the Clearys): оповідання : 1983
- The Last of the Winnebagos : повість : 1988
- At the Rialto : коротка повість : 1990
- Doomsday Book : роман : 1993
- Even the Queen : оповідання : 1993

### Романи та повісті
- Water Witch (1982) (разом з Cynthia Felice)
- Lincoln's Dreams (1987) (John W. Campbell Memorial Award winner)
- Light Raid (1989) (разом з Cynthia Felice)
- Doomsday Book (1992) (Премія Г'юґо та Небюла)
- Remake (1994)
- Uncharted Territory (1994)
- Bellwether (1996)
- Promised Land (novel) (1997) (разом з Cynthia Felice)
- Не рахуючи собаки (To Say Nothing of the Dog) (1998) (Премія Г'юґо)
- Passage (2001)
- Підсадний дух (Inside Job) (2005)
- D.A. (2007)
- Усі сиділи на землі (All Seated on the Ground) (2007)

### Збірки оповідань
- Fire Watch (1984), заголовне оповідання стало в 1982 переможцем Премії Г'юґо та Небюла
- Impossible Things (1993)
- Futures Imperfect (1996) (omnibus edition of Uncharted Territory, Remake and Bellwether.)
- Even the Queen: And Other Short Stories (1998)
- Miracle and Other Christmas Stories (1999)
- The Winds of Marble Arch and Other Stories: A Connie Willis Compendium (2007)

### Оповідання
- «Samaritan» (1978)
- «Capra Corn» (1978)
- «Daisy, in the Sun» (1979)
- «And Come from Miles Around» (1979)
- «The Child Who Cries for the Moon» (1981)
- «Distress Call» (1981)
- «A Letter from the Clearys» (1982)
- «Fire Watch» (1982)
- «Service For the Burial of the Dead» (1982)
- «Lost and Found» (1982)
- «The Father of the Bride» (1982)
- «Mail Order Clone» (1982)
- «And Also Much Cattle» (1982)
- «The Sidon in the Mirror» (1983)
- «A Little Moonshine» (1983)
- «Blued Moon» (1984)
- «Cash Crop» (1984)
- «Substitution Trick» (1985)
- «The Curse of Kings» (1985)
- «All My Darling Daughters» (1985)
- «And Who Would Pity a Swan?» (1985)
- «With Friends Like These» (1985)
- «Chance» (1986)
- «Spice Pogrom» (1986)
- «The Pony» (1986)
- «Winter's Tale» (1987)
- «Schwarzchild Radius» (1987)
- «Circus Story» (1987)
- «Lord of Hosts» (1987)
- «Ado» (1988)
- «The Last of the Winnebagos» (1988)
- «Dilemma» (1989)
- «Time Out» (1989)
- «At the Rialto» (1989)
- «Cibola» (1990)
- «Miracle» (1991)
- «Jack» (1991)
- «In the Late Cretaceous» (1991)
- «Much Ado About [Censored]» (1991)
- «Even the Queen» (1992)
- «Inn» (1993)
- «Close Encounter» (1993)
- «Death on the Nile» (1993)
- «A New Theory Explaining the Unpredictability of Forecasting the Weather» (1993)
- «Why the World Didn't End Last Tuesday» (1994)
- «Adaptation» (1994)
- «The Soul Selects Her Own Society: Invasion and Repulsion: A Chronological Reinterpretation of Two of Emily Dickinson's Poems: A Wellsian Perspective» (1996)
- «In Coppelius's Toyshop» (1996)
- «Nonstop to Portales» (1996)
- «Newsletter» (1997)
- «Epiphany» (1999)
- «deck.halls@boughs/holly» (2001)
- «Just Like the Ones We Used to Know» (2003)

### Інше
- Roswell, Vegas, and Area 51: Travels with Courtney (2002)

### Есе
- On Ghost Stories (1991)
- Foreword (1998)
- Introduction (1999)
- The Nebula Award for Best Novel (1999)
- The 1997 Author Emeritus: Nelson Bond (1999)
- The Grand Master Award: Poul Anderson (1999)
- A Few Last Words to Put It All in Perspective (1999)